# Zdeňka Šilhavá
Zdeňka Šilhavá (geb. Kusá, geschiedene Bartoňová; * 15. Juni 1954 in Krnov) ist eine ehemalige tschechische Diskuswerferin und Kugelstoßerin.
Im Kugelstoßen wurde sie für die Tschechoslowakei startend wurde sie bei den Halleneuropameisterschaften 1977 in San Sebastián Siebte. 1978 wurde sie bei den Halleneuropameisterschaften in Mailand Fünfte und bei den Europameisterschaften 1978 in Prag Neunte.
Bei den Olympischen Spielen 1980 in Moskau wurde sie Zehnte im Kugelstoßen und Elfte im Diskuswurf, und bei den Europameisterschaften 1982 in Athen kam sie auf den neunten Platz im Kugelstoßen und den 13. Platz im Diskuswurf.
1983 gewann sie bei den Halleneuropameisterschaften in Budapest Bronze im Kugelstoßen. Bei den Weltmeisterschaften in Helsinki wurde sie Sechste im Diskuswurf und Neunte im Kugelstoßen.
1984 verhinderte der Boykott der Tschechoslowakei eine Teilnahme an den Olympischen Spielen in Los Angeles. Bei den ersatzweise abgehaltenen Wettkämpfe der Freundschaft gewann sie Bronze im Diskuswurf. Kurz danach stellte sie mit 74,56 m einen Weltrekord auf.
1985 wurde wegen Dopings mit anabolen Steroiden eine Sperre gegen sie verhängt. Nach deren Ablauf wurde sie bei den Weltmeisterschaften 1987 in Rom Sechste im Diskuswurf.
Bei den Olympischen Spielen 1988 in Seoul wurde sie Sechste im Diskuswurf und Elfte im Kugelstoßen.
Nach mehrjähriger Wettkampfpause startete sie in den 1990er Jahren für Tschechien im Diskuswurf. Bei den Weltmeisterschaften 1993 in Stuttgart schied sie in der Qualifikation aus, und bei den Europameisterschaften 1994 in Helsinki wurde sie Zwölfte. Bei den Weltmeisterschaften 1995 in Göteborg und bei den Olympischen Spielen 1996 in Atlanta kam sie nicht über die Vorrunde hinaus.
Sechsmal wurde sie Tschechoslowakische Meisterin (1981–1985, 1987) und zweimal Tschechische Meisterin (1995, 1999) im Diskuswurf. Im Kugelstoßen wurde sie einmal Tschechoslowakische Meisterin (1980), fünfmal Tschechische Meisterin (1995–1997, 1999, 2000), dreimal Tschechoslowakische Hallenmeisterin (1979, 1980, 1983) und sechsmal Tschechische Hallenmeisterin (1993, 1995–1998, 2000).
Sie ist mit dem Diskuswerfer Josef Šilhavý verheiratet.

## Persönliche Bestleistungen
- Kugelstoßen: 21,05 m, 23. Juli 1983, Prag
  - Halle: 19,76 m, 19. Februar 1983, Jablonec nad Nisou
- Diskuswurf: 74,56 m, 26. August 1984, Nitra